# Mads Laudrup
Mads Thunø Laudrup (født 9. februar 1989 i Milano) er en dansk tidligere fodboldspiller, der bl.a. spillede i FC Helsingør.
Mads Laudrup har en del fodboldspillere i den nærmeste familie. Han er søn af Tina Thunø og Michael Laudrup, barnebarn af Finn Laudrup, nevø til Brian Laudrup, halvbror til Andreas Laudrup og fætter til Nicolai Laudrup.

## Karriere
Mads Laudrup skiftede fra F.C. København til Herfølge Boldklub d. 14 januar 2009. I sæsonen 2006/07 spillede han på F.C. København's 2. hold i 2. division Øst, men har pr. 31. marts 2007 spillet 5 turneringskampe (2 superliga, 2 royal league, 1 pokalturnering) på klubbens førstehold.

### HB Køge
I januar 2009 skrev Laudrup en kontrakt med HB Køge frem til sommeren 2011. Her var han udset til at afløse svenskeren Mikael Rynell, der netop var blevet solgt til Esbjerg fB. Opstarten i HB Køge var dog plaget af mange skadesproblemer, der holdt ham ude i store dele af 2009. 2010 bød ligeledes på en masse skadespauser. I maj blev han opereret for sportsbrok og i juli måtte han gennemgå en korsbånds- og meniskoperation.
Efter han blev skadesfri i 2011 forlængede han aftalen med HB Køge for endnu en sæson frem til sommeren 2012, hvor han havde udsigt til at spille i Superligaen med klubben. Det blev dog ikke til meget spilletid for Laudrup, og i slutningen af sæsonen blev han lejet ud til den islandske klub Stjarnan i to måneder.

### Hobro IK
I juli 2012 indgik han en et-årig kontrakt med 1. divisionsklubben Hobro IK. Her spillede  han frem til sommeren 2013, hvor kontrakten udløb. I alt blev det til 14 kampe, der alle blev spiller i efteråret 2012. Laudrup kom således ikke i spil i foråret 2013 på grund af skader.

### FC Helsingør
I juli 2013 indgik Laudrup en etårig kontrakt med den nordsjællandske klub FC Helsingør. Den 23. april 2014 skrev Laudrup under på ny kontrakt som binder ham til klubben til sommeren 2016. Han formåede at spille 29 kampe og score 4 mål i sin debutsæson for klubben. Til spillernes afslutningsfest for sæsonen 2013/2014 blev han kåret som Årets Fighter.
Mads Laudrup lagde støvlerne på hylden i december 2015 for at følge sine ambitioner i en karriere uden for fodboldbanen. Han stoppede karrieren i en alder af 26 år. Han er partner i firmaet Book en Stjerne og Playmaker Booking Management.
I 2016 blev han en del af amatørfodboldholdet FC Græsrødderne.

## International karriere
Han har spillet på ungdomslandsholdene U16, U17, U18 og U19. Det er samlet blevet til to mål i 29 ungdomslandskampe. 